# Georg Nespitzer
Georg Nespitzer, auch Georg Nospitzer und Jörg von Passau genannt (* um die Wende vom 15. zum 16. Jahrhundert in Stadtlauringen; † 16. Jahrhundert in Leutershausen), war ein Täuferprediger der Reformationszeit, der vor allem im Fränkischen und in Augsburg wirkte. Gegen Ende seines Lebens sagte er sich während einer Haftzeit in Ansbach von seinen täuferischen Lehren los und wurde daraufhin aus dem Gefängnis entlassen.

## Leben
Über Georg Nespitzers Geburtsdatum und seine familiäre Herkunft schweigen die vorliegenden Quellen. Bekannt ist nur, dass er vor seiner Taufe, die er zu Ostern 1527 durch Hans Hut empfing, im bayrischen Passau lebte, worauf auch sein Beiname Jörg von Passau verweist, und dort einen Handel mit Webwaren betrieb. Mit dem aus Coburg stammenden Täufer Eukarius Binder war er über seine Ehefrau verschwägert, ebenso mit dem Augsburger Täufer Thomas Paur. Eine entferntere verwandtschaftliche Beziehung bestand zu Leonhard Schiemer.

### Erste Wirksamkeit
Nach seiner Taufe, die in Gegenwart seines Schwagers Eukarius Binder (auch Kellermann genannt) erfolgte, lernte Nespitzer zunächst die große 1526 von Balthasar Hubmaier gegründete Täufergemeinde in Nikolsburg/Mähren kennen. Danach reiste er nach Straßburg, blieb hier allerdings nur eine kurze Zeit und zog anschließend nach Augsburg, wo er spätestens im August 1527 eingetroffen sein muss, denn Nespitzer gehörte nachweislich zu den Teilnehmern der sogenannten Augsburger Märtyrersynode, die vom 20. bis 24. August 1527 in verschiedenen Augsburg Handwerkerhäusern tagte. Er war hier Mitglied der 17-köpfigen Fraktion seines Täufers Hans Hut, die aufgrund ihrer chiliastisch-prophetischen Lehren in einer gewissen Spannung zu den Schweizer Täufern um Jakob Gross und den Spiritualisten um Hans Denck stand. Gegen Ende der Zusammenkunft kam man jedoch überein, von Augsburg aus Missionare in alle umliegenden Länder zu senden. Nespitzer wurde infolge dieses Beschlusses als täuferischer Sendbote nach Franken entsandt. Spuren der Missionsarbeit Georg Nespitzers finden sich vor allem im westlichen Franken. In Gründlach taufte er beispielsweise einen Wirt, in Windsheim den aus Rothenburg stammenden Philipp Tuscherer und in Rothenburg – wohl durch Vermittlung des Vorgenannten – den Schneider Hartmann. In Iphofen vollzog Nespitzer am Bäcker Peter Weischenfelder die Gläubigentaufe und gewann auch in und um Staffelstein eine Reihe von Anhängern.

### Augsburg
Am 6. Dezember 1527 war Hans Hut, der verhaftet und eingekerkert worden war, bei einem Gefängnisbrand ums Leben gekommen. Anfang des Jahres 1528 kehrte Georg Nespitzer nach Augsburg zurück, um dessen Nachfolge anzutreten.
Die Täufergemeinde, die von Hans Denck 1526 gegründet worden war und die die Synode des vergangenen Augusts 1527 ausgerichtet hatte, war aufgrund des sogenannten Berufs – ein gegen die Täufer gerichteter Beschluss des Stadtrates vom 11. Oktober 1527 – in den Untergrund gegangen und versammelte sich an geheimen Orten in und um Augsburg. Trotz der im Beruf angedrohten Strafen und der einsetzenden Verfolgungen hielten Täufer an ihren Überzeugungen fest und erfuhren von vielen Augsburger Bürgern Zustimmung und Hilfe. Auch die starken Polizeikontrollen konnten viele versprengte Täufer nicht abhalten, aus immer wieder aus den umliegenden Orten die Reichsstadt aufzusuchen und die örtlichen Geheimversammlungen zu besuchen. Bei einem späteren Verhör berichtete eine gefangene Anhängerin der Bewegung, „dass, so man 10 [Täufer] hinausführe, dreißig andere herein kämen“. Georg Nespitzer trat in dieser Situation in den Leitungskreis der augsburgischen Täufer ein und übernahm dessen Führung, nachdem im Frühjahr 1528 der Gemeindevorsteher und kompromisslose Hut-Anhänger Augustin Bader sich einer drohenden Amtsenthebung durch Flucht nach Straßburg entzogen hatte.
Nespitzer entfaltete eine überaus rege Wirksamkeit. Unter seiner Führung wurde die Augsburger Täufergemeinde zu einem Zentrum der Bewegung. Nach dem zeitgenössischen Chronisten Clemens Sender sollen zum augsburgischen Täuferkreis 1100 Personen gehört haben. Zwar wird diese Zahlenangabe heute als übertrieben angesehen, die vorhandenen Quellen weisen aber allein für den Zeitraum Oktober 1527 bis April 1528 203 Neugetaufte auf, die dort namentlich erwähnt werden. Für den genannten Zeitraum lassen sich in Augsburg 33 Häuser nachweisen, in denen sich die Täufer zum Gottesdienst versammelten. Neben Georg Nespitzer wurden Claus Schleifer und der Ringmacher Peter als weitere Vorsteher gewählt. Mit der Armenfürsorge wurde Bernhard Zirgkendorffer betraut. Nespitzer beschränkte sich in seiner Wirksamkeit nicht nur auf Augsburg. Er missionierte in den umliegenden Ortschaften und leitete Zusammenkünfte in Göggingen, Wellenburg sowie in vielen Dörfern am Lech und an der Wertach. Die von ihm gewonnenen Anhänger wurden zumeist kurz nach ihrer Taufe eingekerkert oder des Landes verwiesen.
Am Sonnabend vor Palmsonntag 1528 versammelten sich 50 bis 60 Personen im Keller des Gemeindemitglieds Barbara Schleifer und feierten auf schlichte Weise das Abendmahl. Im Anschluss an diesen Gottesdienst lud Nespitzer zu einer Versammlung ein, in der theologische Lehrfragen geklärt und entschieden werden sollten. Über die hier verhandelten Fragen liegen keine Quellen vor. Nespitzer selbst stand zu diesem Zeitpunkt wohl noch ganz unter dem Einfluss der Hutschen Theologie, die – wiederum von Thomas Münzer geprägt – von einer „brennenden Naherwartung“ der Wiederkunft Christi geprägt war. Hut (und wohl auch Nespitzer) rechneten damit, dass mit dem Pfingstfest 1528 das Gericht Gottes über alle Gottlosen beginnen würde. Am folgenden Sonnabend, dem 11. April 1528, traf man sich erneut – diesmal im Haus des Augsburger Bürgers Gall Fischer, der aber zu dieser Zeit auf einer Missionsreise war. Georg Nespitzer und Claus Schleifer leiteten die gottesdienstliche Zusammenkunft, bei der auch einige Gläubige getauft wurden. Man verabredete sich zum Ostergottesdienst am folgenden Sonntag, der aber im Haus der Susanna Daucher, Ehefrau des bekannten Augsburger Bildhauers Hans Daucher stattfinden sollte. Die Nachricht von diesem Vorhaben war dem Rat der Stadt übermittelt worden. Er orderte bewaffnete Polizeikräfte und ließ das Haus von ihnen umstellen. Nespitzer und sein Mitältester Hans Leupold warnten die zirka 100 Gottesdienstbesucher vor der drohenden Gefahr, die meisten aber blieben. Nach etwa einer Stunde erfolgte der Zugriff. 88 Personen wurden verhaftet, in Eisen gelegt und zum Rathaus verbracht. Unter ihnen befanden sich 39 nicht ortsansässige Täufer und Täuferinnen, die bereits am folgenden Tag mit der Peitsche, einige auch nach Kennzeichnung durch „den Brand auf den Backen“ der Stadt verwiesen wurden. Zu den Ausgewiesenen gehörte auch Georg Nespitzer.

### Weiterer Weg
Nach seiner Flucht aus Augsburg beabsichtigte Georg Nespitzer, nach Basel zu ziehen: 

„Doselbst wil ich finden die elsten der gemein. Da wil ich reden durch die kraft gottes, [...] damit wir gereut [ausgerissen] alle pflanzen, die got nit hab einpflanzt und wir einig werden all miteinander durch den heiligen geist.“

Ob es zu einer Begegnung mit den Ältesten der Basler Täufergemeinde gekommen und ob er überhaupt in Basel angekommen ist, bleibt ungewiss. Belegt ist jedoch, dass Nespiter 1529 gemeinsam mit dem von Melchior Rinck getauften Claus Schreiber zunächst nach Sorga und von dort aus weiter ins Thüringische reiste. Im Laufe dieses Jahres muss er sich innerlich vom Täufertum distanziert haben und schließlich nach Leutershausen gelangt sein. Jedenfalls testieren der Rat und der Bürgermeister der Stadt Leutershausen am 19. August 1530, dass Nespitzer anderthalb Jahre in ihrer Stadt gelebt habe. Es gäbe keinen Grund zur Klage. Dieses Zeugnis stimmt überein mit der Aussage, die Georg Nespitzer und seine Ehefrau Brigitte am 12. Juli 1530 vor dem Gericht zu Ansbach machen. Er habe – so Nespitzer – […] Ostern 1529 abgeschworen, da die Frist von dreieinhalb Jahren nach dem Bauernkrieg, die Hans Hut, der ihn 1527 in Passau getauft hatte, ihm als Zeitpunkt für den Untergang der nicht Wiedertauften angegeben habe, ergebnislos verstrichen sei. Er habe sich danach in Leutershausen niedergelassen. Das Ehepaar Nespitzer wurde nach dem öffentlichen Widerruf ihrer früheren täuferischen Ansichten aus dem Ansbacher Gefängnis entlassen und nahm seinen Wohnsitz wieder in Leutersdorf.
Über das Sterbedatum Georg Nespitzers ist nichts bekannt.

## Taufsukzession
Die Linie der Taufsukzession geht bei Georg Nespitzer (Ostern 1527) über Hans Hut (Pfingsten 1526) auf Hans Denck zurück. Die frühere Annahme, dass Denck von Balthasar Hubmaier (Ostern 1525) getauft wurde, ist inzwischen umstritten. Die in Klammern gesetzten Daten bezeichnen das jeweilige Taufdatum. Belege dazu finden sich in den Biographieartikeln der erwähnten Personen.